# Narrateur (À la recherche du temps perdu)
Pour les articles homonymes, voir Narrateur (homonymie).
Le narrateur est le personnage principal du roman de Marcel Proust À la recherche du temps perdu. Il n'est pas nommé, et l'auteur a recours à des périphrases lorsque cela devient nécessaire (« elle m'appelait par mon petit nom »). Une occurrence du prénom « Marcel » désignant le narrateur a cependant échappé à l'auteur.
Dans La Prisonnière on peut lire ces lignes :

« Dès qu’elle retrouvait la parole elle disait : « Mon » ou « Mon chéri » suivis l’un ou l’autre de mon nom de baptême, ce qui, en donnant au narrateur le même nom qu’à l’auteur de ce livre, eût fait : « Mon Marcel », « Mon chéri Marcel ». »

 Le prénom reste donc masqué mais, une centaine de pages plus avant du même volume, Albertine, dans un mot qu'elle lui adresse, écrit en entête « Mon chéri et cher Marcel » et termine par « Quel Marcel ! Quel Marcel ! Toute à vous, ton Albertine. »
Proust s'est donné un tel soin pour occulter le nom du narrateur d'un bout à l'autre de l'œuvre qu'il est vraisemblable qu'il aurait corrigé cette étourderie s'il eût pu relire les épreuves du livre, paru à titre posthume.

## Quelques détails
On peut distinguer le narrateur qui a vécu les choses et qui s’est couché de bonne heure, de celui qui se souvient qu’il s’est couché de bonne heure, et qui connaît la fin des aventures du premier.
Le narrateur est un grand bourgeois parisien, son père travaille au ministère avec Monsieur de Norpois. Il semble fils unique, il est très aimé par sa grand-mère.
Il vivra plusieurs histoires d’amour qui scandent le roman, d’abord pour Gilberte Swann, puis pour Oriane de Guermantes, enfin pour Albertine Simonet.
Il finira par devenir écrivain ce qui d'une part renforce l’ambiguïté entre narrateur et auteur et d'autre part fait de l’ouvrage une double mise en abyme puisque non seulement le narrateur se décrit comme « se souvenant » mais comme se préparant à écrire précisément le livre que le lecteur est en train de lire.

## Interprètes
- Roger Rees et Paul Reynolds (en) (enfance) dans le documentaire britannique The Modern World: Ten Great Writers, épisode Marcel Proust's 'A la recherche du temps perdu' de Nigel Wattis (1988)
- 4 acteurs dans Le Temps retrouvé de Raoul Ruiz (1999) :
  - Marcello Mazzarella (it) (vf : Patrice Chéreau)
  - André Engel (vieillesse)
  - Georges Du Fresne (enfance)
  - Pierre Mignard (adolescence)
- Stanislas Merhar qui joue « Simon » dans La Captive de Chantal Akerman (2000), adaptation libre de La Prisonnière
- Sebastian Harcombe dans À la recherche du temps perdu (en) (2000), adaptation théâtrale par Harold Pinter et Di Trevis (en) au Royal National Theatre de Londres
- Brent Carver (en) et Chad Kimball (en) (jeunesse) dans My Life with Albertine (en) (2003), comédie musicale américaine de Ricky Ian Gordon (en)
- Micha Lescot et Oleg Ossina (enfance) dans À la recherche du temps perdu de Nina Companeez (2011)
- Stéphane Varupenne dans Le Côté de Guermantes, adaptation théâtrale écrite et mise en scène par Christophe Honoré à la Comédie-Française (2020)